# Eleições estaduais no Piauí em 1994
As eleições estaduais no Piauí em 1994 ocorreram em 3 de outubro como parte das eleições gerais em 26 estados e no Distrito Federal e nela foram eleitos o governador Mão Santa, o vice-governador Osmar Araújo e os senadores Hugo Napoleão e Freitas Neto, além de 10 deputados federais e 30 estaduais. Como nenhum candidato a governador obteve a maioria dos votos válidos, houve um segundo turno no dia 15 de novembro entre Mão Santa e Átila Lira, ambos egressos da ARENA e do PDS e aliados na eleição de 1990 e nele Mão Santa foi o vencedor.
Natural de Parnaíba, o médico Mão Santa é formado pela Universidade Federal do Ceará em 1966, é especialista em coloproctologia e ganhou esse apelido em razão de suas atividades profissionais. Outrora membro do MDB, migrou para a ARENA e embora tenha perdido a disputa para prefeito em sua cidade natal em 1976, elegeu-se deputado estadual em 1978. Com o retorno do pluripartidarismo migrou para o PDS em 1980 e nesta legenda perdeu novamente a eleição para prefeito de Parnaíba em 1982 e figurou como primeiro suplente de deputado federal em 1986, renunciando a esta condição ao ser eleito prefeito de Parnaíba em 1988. Após filiar-se ao PMDB foi eleito governador do Piauí em 1994 a despeito de iniciar a campanha com o apoio de apenas três dos cento e quarenta e oito prefeitos do estado.
No pleito para senador havia duas vagas em disputa o resultado apontou as vitórias de Hugo Napoleão e Freitas Neto sendo que foi a primeira vez desde 1970 que um mesmo partido elegeu dois senadores por voto direto enquanto Lucídio Portela tinha metade do mandato a cumprir.
Embora Mão Santa tenha vencido a eleição para governador sua coligação elegeu apenas dois deputados federais e seis estaduais enquanto os situacionistas liderados pelo PFL elegeram dois senadores, oito deputados federais e vinte e dois estaduais ao passo que o PT conquistou duas vagas na Assembleia Legislativa. Dentre os trinta eleitos para ocupar um assento no Palácio Petrônio Portela (sede do legislativo estadual) estavam Wellington Dias e Wilson Martins, futuros governadores do Piauí.

## Resultado da eleição para governador

### Primeiro turno
Conforme o Tribunal Superior Eleitoral 1.268.153 eleitores compareceram às urnas com 327.818 (25,85%) votos em branco e 95.544 votos nulos (7,53%) com os 844.791 votos nominais assim distribuídos:

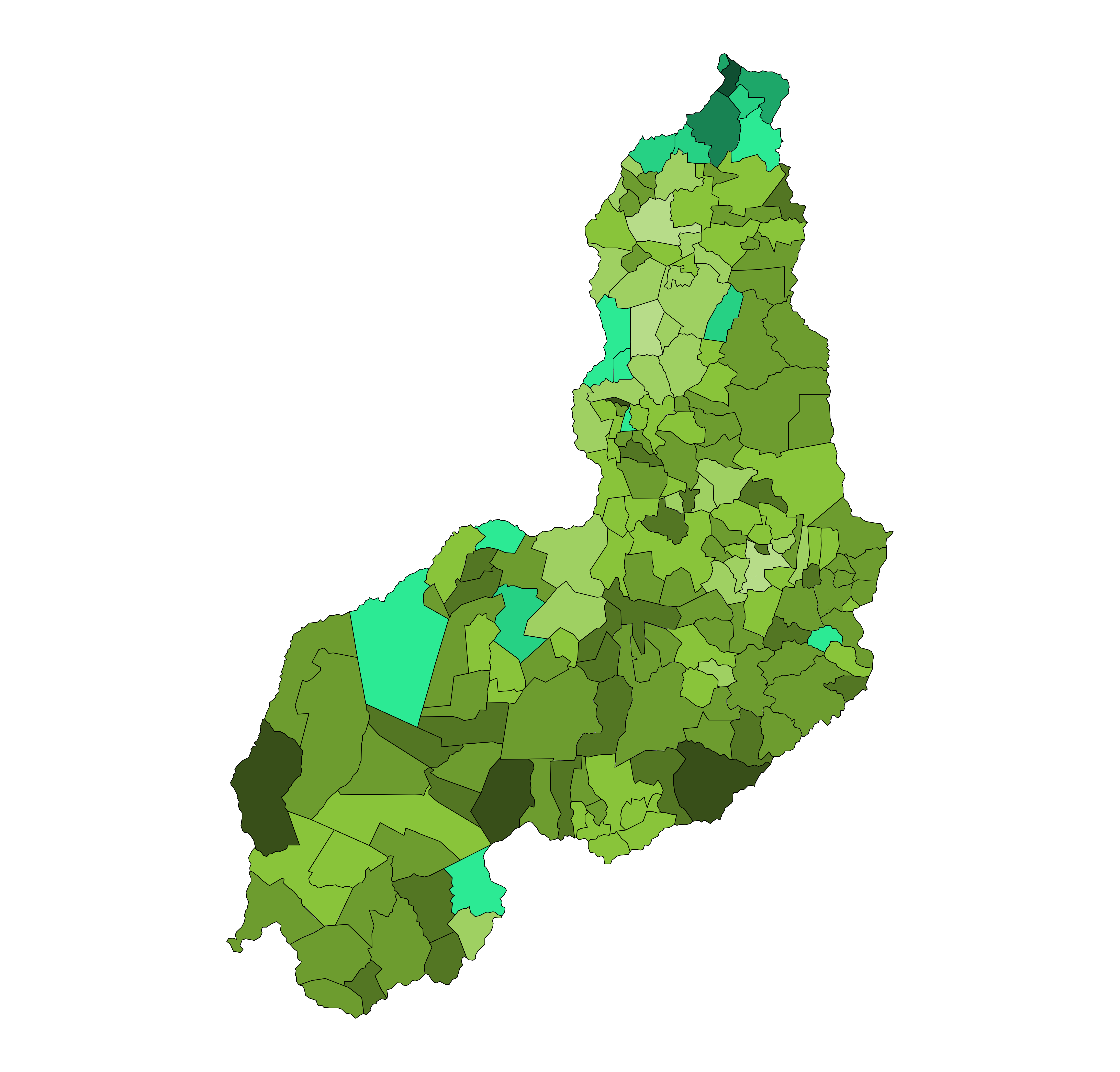
Candidato mais votado por município no 1º turno (183):
Átila Lira (166)
30% - 39% (3)
40% - 49% (25)
50% - 59% (47)
60% - 69% (63)
70% - 79% (24)
80% - 89% (4)Mão Santa (17)
40% - 49% (8)
50% - 59% (5)
60% - 69% (2)
70% - 79% (Buriti dos Lopes)
80% - 89% (Parnaíba)

| Candidatos a governador do estado | Candidatos a vice-governador     | Número | Coligação                                              | Votação | Percentual |
| --------------------------------- | -------------------------------- | ------ | ------------------------------------------------------ | ------- | ---------- |
| Átila Lira PFL                    | Marcelo Coelho PPR               | 25     | Vontade do Povo (PFL, PPR, PP, PL, PTB, PSC)           | 378.947 | 44,86%     |
| Mão Santa PMDB                    | Osmar Araújo PSDB                | 15     | Resistência Popular (PMDB, PSDB, PCdoB, PDT, PPS, PMN) | 316.200 | 37,43%     |
| Nazareno Fonteles PT              | Francisco de Assis Negreiros PSB | 13     | Frente Piauí Popular (PT, PSB)                         | 128.054 | 15,16%     |
| Marciano Silveira PRN             | Aníbal Magalhães Feitosa PRN     | 36     | PRN (sem coligação)                                    | 21.590  | 2,55%      |
| Fontes:                           |                                  |        |                                                        |         |            |

### Segundo turno
Conforme o Tribunal Superior Eleitoral 1.182.923 eleitores compareceram às urnas com 15.112 (1,28%) votos em branco e 64.231 votos nulos (5,43%) com os 1.103.580 votos nominais assim distribuídos:
| Candidatos a governador do estado | Candidatos a vice-governador | Número | Coligação                                              | Votação | Percentual |
| --------------------------------- | ---------------------------- | ------ | ------------------------------------------------------ | ------- | ---------- |
| Mão Santa PMDB                    | Osmar Araújo PSDB            | 15     | Resistência Popular (PMDB, PSDB, PCdoB, PDT, PPS, PMN) | 615.945 | 55,81%     |
| Átila Lira PFL                    | Marcelo Coelho PPR           | 25     | Vontade do Povo (PFL, PPR, PP, PL, PTB, PSC)           | 487.635 | 44,19%     |
| Fontes:                           |                              |        |                                                        |         |            |

## Biografia dos senadores eleitos

### Hugo Napoleão
Primeiro político a romper a barreira do meio milhão de votos na história do Piauí, Hugo Napoleão nasceu em Portland (EUA) onde o pai diplomata servia ao governo brasileiro. Advogado formado em 1967 pela Pontifícia Universidade Católica do Rio de Janeiro estagiou na procuradoria-geral de Justiça da Guanabara, foi assessor jurídico do Banco Denasa de Investimentos e membro do escritório de advocacia Victor Nunes Leal. Eleito deputado federal via ARENA em 1974 e 1978, migrou para o PDS com a reforma partidária em 1980, elegendo-se governador do Piauí em 1982. Mudou para o PFL no curso do mandato em apoio à candidatura presidencial de Tancredo Neves. Eleito senador em 1986 foi ministro da Educação, ministro interino da Cultura no Governo Sarney, presidente nacional do PFL e ministro das Comunicações no Governo Itamar Franco durante o mandato, reelegendo-se senador em 1994.

### Freitas Neto
O outro senador eleito foi Freitas Neto, economista formado pela Universidade Mackenzie de São Paulo. Nascido em Teresina, integrou o extinto Fomento Industrial do Piauí (FOMINPI) e foi diretor comercial das Águas e Esgotos do Piauí S/A (AGESPISA) no primeiro governo Alberto Silva. Eleito deputado estadual pela ARENA em 1974, chegou a presidente da casa (1977-1979), Reeleito em 1978, afastou-se do mandato para ocupar a Secretaria de Governo na gestão Lucídio Portela. Pelo PDS foi eleito deputado federal em 1982, mas licenciou-se para ocupar a prefeitura de Teresina durante o primeiro governo Hugo Napoleão, a quem seguiu no ingresso ao PFL. Derrotado por Alberto Silva ao disputar o Palácio de Karnak em 1986, foi presidente da Telecomunicações do Piauí S/A (TELEPISA) por decisão do ministro das Comunicações Antônio Carlos Magalhães e a seguir foi eleito presidente do diretório estadual do PFL e em 1990 foi eleito governador do Piauí.

## Resultado da eleição para senador
Conforme o Tribunal Superior Eleitoral, houve 1.609.711 votos nominais (63,47%), 691.604 votos em branco (27,27%) e 234.991 votos nulos (9,26%) resultando num total de 2.536.306 votos apurados, o dobro do aferido para governador por se tratarem de duas cadeiras senatoriais em disputa.
| Candidatos a senador da República | Candidatos a suplente de senador         | Número | Coligação                                              | Votação | Percentual |
| --------------------------------- | ---------------------------------------- | ------ | ------------------------------------------------------ | ------- | ---------- |
| Hugo Napoleão PFL                 | Benício Sampaio PPR Antônio Rufino PTB   | 253    | Vontade do Povo (PFL, PPR, PP, PL, PTB, PSC)           | 500.336 | 31,08%     |
| Freitas Neto PFL                  | Eloi Portela PPR Manuel Lira Parente PFL | 252    | Vontade do Povo (PFL, PPR, PP, PL, PTB, PSC)           | 435.655 | 27,06%     |
| Chagas Rodrigues PSDB             | -                                        | 452    | Resistência Popular (PMDB, PSDB, PCdoB, PDT, PPS, PMN) | 277.870 | 17,26%     |
| Celso Barros PMDB                 | -                                        | 152    | Resistência Popular (PMDB, PSDB, PCdoB, PDT, PPS, PMN) | 203.132 | 12,62%     |
| Antônio Pereira PT                | -                                        | 133    | Frente Piauí Popular (PT, PSB)                         | 96.390  | 5,99%      |
| Gerardo Dantas PT                 | -                                        | 132    | Frente Piauí Popular (PT, PSB)                         | 96.328  | 5,99%      |
| Fontes:                           |                                          |        |                                                        |         |            |

## Deputados federais eleitos
São relacionados os candidatos eleitos com informações complementares da Câmara dos Deputados.

Representação eleita
  PFL: 5
  PMDB: 2
  PPR: 2
  PP: 1

| Número  | Deputados federais eleitos | Partido | Votação | Percentual | Cidade onde nasceu | Unidade federativa |
| 1110    | Ari Magalhães              | PPR     | 76.198  | 9,64%      | Oeiras             | Piauí              |
| 3999    | Benedito Sá                | PP      | 74.983  | 9,49%      | Oeiras             | Piauí              |
| 2508    | Júlio César                | PFL     | 68.426  | 8,66%      | Guadalupe          | Piauí              |
| 1511    | Alberto Silva              | PMDB    | 65.061  | 8,23%      | Parnaíba           | Piauí              |
| 2513    | Heráclito Fortes           | PFL     | 60.975  | 7,71%      | Teresina           | Piauí              |
| 2509    | Mussa Demes                | PFL     | 56.240  | 7,12%      | Floriano           | Piauí              |
| 1111    | Felipe Mendes              | PPR     | 54.260  | 6,87%      | Simplício Mendes   | Piauí              |
| 2510    | Paes Landim                | PFL     | 52.570  | 6,65%      | São João do Piauí  | Piauí              |
| 2511    | Ciro Nogueira              | PFL     | 46.938  | 5,94%      | Teresina           | Piauí              |
| 1510    | João Henrique              | PMDB    | 34.469  | 4,36%      | Teresina           | Piauí              |
| Fontes: |                            |         |         |            |                    |                    |

## Deputados estaduais eleitos
Foram eleitos 30 deputados estaduais.
| Número  | Deputados estaduais eleitos | Partido | Votação | Percentual | Cidade onde nasceu   | Unidade federativa |
| 25138   | Robert Freitas              | PFL     | 27.566  | 3,09%      | José de Freitas      | Piauí              |
| 11111   | José Néri                   | PPR     | 26.045  | 2,92%      | Ipaumirim            | Ceará              |
| 11114   | Matias Melo                 | PPR     | 24.673  | 2,77%      | Parnaíba             | Piauí              |
| 25134   | Leal Júnior                 | PFL     | 23.669  | 2,65%      | Rio de Janeiro       | Rio de Janeiro     |
| 25117   | Ismar Marques               | PFL     | 23.276  | 2,61%      | Luzilândia           | Piauí              |
| 25114   | Fernando Monteiro           | PFL     | 23.242  | 2,61%      | Teresina             | Piauí              |
| 25115   | Francisco Martins           | PFL     | 22.503  | 2,52%      | Bertolínia           | Piauí              |
| 25130   | Moraes Souza                | PFL     | 22.413  | 2,51%      | Parnaíba             | Piauí              |
| 11110   | Adolfo Nunes                | PPR     | 21.216  | 2,38%      | Teresina             | Piauí              |
| 25112   | Wilson Brandão              | PFL     | 21.011  | 2,36%      | Rio de Janeiro       | Rio de Janeiro     |
| 14110   | Pompílio Evaristo           | PTB     | 20.452  | 2,29%      | São Miguel do Tapuio | Piauí              |
| 25123   | Juraci Leite                | PFL     | 19.946  | 2,24%      | Pedro II             | Piauí              |
| 25132   | Ferreira Neto               | PFL     | 19.884  | 2,23%      | São Raimundo Nonato  | Piauí              |
| 11115   | Luiz Menezes                | PPR     | 18.782  | 2,11%      | Piripiri             | Piauí              |
| 25135   | César Melo                  | PFL     | 18.088  | 2,03%      | Campo Maior          | Piauí              |
| 11117   | Eurimar Nunes               | PPR     | 17.893  | 2,01%      | Canto do Buriti      | Piauí              |
| 22111   | Xavier Neto                 | PL      | 17.498  | 1,96%      | Amarante             | Piauí              |
| 25111   | Paulo Henrique              | PFL     | 17.256  | 1,93%      | São João do Piauí    | Piauí              |
| 25136   | Kennedy Barros              | PFL     | 16.936  | 1,90%      | Picos                | Piauí              |
| 15110   | Chico Filho                 | PMDB    | 16.575  | 1,86%      | Floriano             | Piauí              |
| 45101   | Wilson Martins              | PSDB    | 14.513  | 1,63%      | Santa Cruz do Piauí  | Piauí              |
| 11166   | Tadeu Maia                  | PPR     | 14.429  | 1,62%      | Itainópolis          | Piauí              |
| 25107   | Bona Medeiros               | PFL     | 14.328  | 1,61%      | União                | Piauí              |
| 25126   | Humberto Silveira           | PFL     | 13.973  | 1,57%      | Jaicós               | Piauí              |
| 15199   | Warton Santos               | PMDB    | 13.868  | 1,55%      | Picos                | Piauí              |
| 15166   | Bona Carboreto              | PMDB    | 13.751  | 1,54%      | Campo Maior          | Piauí              |
| 15101   | Kleber Eulálio              | PMDB    | 13.610  | 1,53%      | Teresina             | Piauí              |
| 15115   | Manin Rego                  | PMDB    | 13.522  | 1,52%      | Barras               | Piauí              |
| 13111   | Wellington Dias             | PT      | 13.140  | 1,47%      | Oeiras               | Piauí              |
| 13131   | Olavo Rebelo                | PT      | 5.507   | 0,62%      | Esperantina          | Piauí              |
| Fontes: |                             |         |         |            |                      |                    |